# Oedipina pacificensis
Oedipina pacificensis är en groddjursart som beskrevs av Taylor 1952. Oedipina pacificensis ingår i släktet Oedipina och familjen lunglösa salamandrar. IUCN kategoriserar arten globalt som livskraftig. Inga underarter finns listade i Catalogue of Life.